# Dondinho
João Ramos do Nascimento, noto come Dondinho (Campos Gerais, 21 ottobre 1917 – Santos, 16 novembre 1996), è stato un calciatore brasiliano, di ruolo attaccante.

## Biografia
Era il padre del calciatore Pelé.

## Carriera
Dondinho è stato un attaccante molto prolifico, attivo durante l'epoca dilettantistica del calcio brasiliano. Per le sue doti atletiche e di stacco aereo era soprannominato "O Maleável", ovvero "il Malleabile".
La sua carriera finì per un brutto infortunio a un ginocchio, causato da un duro intervento di Augusto.
Realizzò 5 gol di testa in una sola partita e ancora oggi questo record è imbattuto nel calcio professionistico.

## Palmarès

### Club

#### Competizioni statali
- Campionato Mineiro: 2

Atlético Mineiro: 1941, 1942
- Campionato Carioca: 1

Vasco da Gama: 1945
- Torneio Início do Rio de Janeiro: 2

Vasco da Gama: 1944, 1945